# Clan japonais
Le système des clans japonais a beaucoup évolué au cours du temps. À l'origine, ils ne concernaient que des familles en ligne directe et étaient appelés ujizoku. Ces groupes se sont étendus au fil du temps, intégrant les serviteurs, et ont pris le nom d'uji (氏).
Ces uji étaient dirigés par des chefs de guerre (氏上, uji no kami) qui étaient également des chefs religieux vénérant la divinité familiale ou ujigami. Leurs membres étaient appelés ujibito (氏人).
La réforme de Taika, en 645, met fin à ce premier système de clans.
Les analyses archéologiques des kofun suggèrent qu’il y avait des chefs de clans des deux sexes, dont un pourcentage de femmes entre 30 et 50 %.